# Semnebyn
Semnebyn är en by i Glava socken i Arvika kommun. År 2000 avgränsade och definierade SCB bebyggelsen i byn och en del av grannbyn Fjäll till en småort med namnet Semnebyn–del av Fjäll som då hade 51 invånare. Vid 2005 års avgränsning togs denna status bort. Vid avgränsningen 2023 blev orten åter klassad som småort.